# Club Atlético River Plate 1979
Questa voce raccoglie le informazioni riguardanti il Club Atlético River Plate nelle competizioni ufficiali della stagione 1979.

## Stagione
Stagione all'insegna delle vittorie: la prima nel campionato Metropolitano, ottenuta grazie alla vittoria in finale contro il Vélez Sarsfield (2-0 a Liniers e 5-1 a Núñez), e la seconda nel campionato Nacional, stavolta a discapito dell'Club Atlético Unión.

## Maglie e sponsor
| Casa | Trasferta |

## Rosa
| N. |                      | Ruolo | Calciatore            |
| -- | -------------------- | ----- | --------------------- |
|    | Argentina (bandiera) | P     | Ubaldo Fillol         |
|    | Argentina (bandiera) | P     | Luis Landaburu        |
|    | Argentina (bandiera) | D     | Pablo Comelles        |
|    | Uruguay (bandiera)   | D     | Alfredo De los Santos |
|    | Argentina (bandiera) | D     | Daniel Lonardi        |
|    | Argentina (bandiera) | D     | Daniel Passarella     |
|    | Argentina (bandiera) | D     | José Luis Pavoni      |
|    | Argentina (bandiera) | D     | Horacio Rodríguez     |
|    | Argentina (bandiera) | D     | Eduardo Saporiti      |
|    | Uruguay (bandiera)   | C     | Juan Ramón Carrasco   |
|    | Argentina (bandiera) | C     | Emilio Commisso       |

| N. |                      | Ruolo | Calciatore            |
| -- | -------------------- | ----- | --------------------- |
|    | Argentina (bandiera) | C     | Omar Labruna          |
|    | Argentina (bandiera) | C     | Héctor Osvaldo López  |
|    | Argentina (bandiera) | C     | Juan José López       |
|    | Argentina (bandiera) | C     | Reinaldo Merlo        |
|    | Argentina (bandiera) | C     | Alejandro Sabella     |
|    | Argentina (bandiera) | A     | Norberto Alonso       |
|    | Argentina (bandiera) | A     | Ramón Díaz            |
|    | Argentina (bandiera) | A     | Pedro Alexis González |
|    | Argentina (bandiera) | A     | Horacio Galletti      |
|    | Argentina (bandiera) | A     | Oscar Ortiz           |
|    | Argentina (bandiera) | A     | Leopoldo Luque        |

## Statistiche

### Statistiche di squadra
| Competizione               | Punti | Totale | Totale | Totale | Totale | Totale | Totale | DR  |
| Competizione               | Punti | G      | V      | N      | P      | Gf     | Gs     | DR  |
| -------------------------- | ----- | ------ | ------ | ------ | ------ | ------ | ------ | --- |
| Campionato - Metropolitano | 24    | 18     | 9      | 6      | 3      | 28     | 19     | +9  |
| Campionato - Nacional      | 18    | 14     | 7      | 4      | 3      | 26     | 14     | +12 |
| Totale                     | -     |        |        |        |        |        |        | -   |